# 瀬戸の花嫁
「瀬戸の花嫁」（せとのはなよめ）は、1972年4月10日に発表された小柳ルミ子の4枚目のシングルである。小柳ルミ子としては「わたしの城下町」に次ぐヒットとなり、2作目の週間オリコンチャート首位を獲得した。　

## 概要・背景
「わたしの城下町」同様、"ディスカバー・ジャパン路線"を踏襲する楽曲で"瀬戸内海"をテーマに製作された。瀬戸内海を代表するご当地ソングである。瀬戸内海の小島へ嫁が嫁ぐ様・心情と、新生活への決意が歌われている。曲の舞台が香川県小豆郡土庄町沖之島であるとする説もあるが、モデルとなった具体的な島は、実は存在しないことが判明している。作詞の山上は瀬戸内海の島は訪れたことはないが、瀬戸内海は仕事で四国へ行く途中、水中翼船で何度も通ったことがあり、広島県尾道から四国に向かう船内から見た段々畑と、美しい夕焼けの島々の景色が印象的で、それを思い浮かべ作詞をしたと話している。
1970年代に子供たちの間で本楽曲のワンフレーズの区切りごとに「瀬戸ワンタン 日暮れ天丼」のように料理名を組み合わせる替え歌が大流行した。また、後述の小柳ルミ子の離婚騒動の際にも替え歌がつくられたこともある。
JR四国の主に予讃線管内の駅（高松駅・坂出駅・宇多津駅・丸亀駅・多度津駅・観音寺駅・今治駅）、及びJR西日本の宇野駅・児島駅および岡山駅の瀬戸大橋線ホームにおいて、駅の列車発着時のメロディーに使用されている。国道197号のうち、愛媛県八幡浜市では、音の出る舗装（メロディーロード）の一つとして使用されている。その発車メロディの経緯から、2003年発売のトミー（現 タカラトミー）発売のプラレール「全国アナウンス・ステーション」では、「四国エリア」でこの曲が収録されている。その他にせとうちバスでは、高速路線バスの車内メロディーとして使用されている。また、カマタマーレ讃岐の応援歌の1つであり、選手入場時にサポーターが、｢瀬戸の花嫁｣を歌っている。かつて、国際フェリーでは小豆島池田港入港以外の入出航時の案内放送前後に挿入されていたが2021年の新造船就航のタイミングで放送が新しくなり、現在では瀬戸の花嫁は流れなくなった。
1989年にNHKが放送した昭和の歌・心に残る歌200では7位にランクインしており、昭和を代表する歌の１つとして知られている。
2017年7月21日、作曲担当の平尾昌晃が79歳で肺炎により逝去。同年10月30日に平尾の音楽葬が営まれた際、参列した小柳ルミ子は終始嗚咽しながら弔辞を読み、また小柳を始めとする歌手仲間達が「瀬戸の花嫁」を大合唱し、平尾の霊前に捧げていた。
小柳本人が大澄賢也との離婚騒動が話題になっていた当時、この曲をもじった「瀬戸際の花嫁」という見出しが週刊誌に登場したことがある。後年小柳はこの見出しについて、あれは実に上手いキャッチコピーだったと述べている。

## 収録曲
1. 瀬戸の花嫁（3分16秒）
作詞：山上路夫／作曲：平尾昌晃／編曲：森岡賢一郎
2. それでも川は流れる（3分6秒）
作詞：安井かずみ／作曲：平尾昌晃／編曲：森岡賢一郎

## カバー
| リリース | アーティスト             | 収録作品                                                                     | 備考                   |
| -------- | ------------------------ | ---------------------------------------------------------------------------- | ---------------------- |
| 1973年   | 沢田亜矢子               | アルバム『アザミの花／特別な友だち』                                         |                        |
| 1978年   | 石川さゆり               | アルバム『火の国へ／砂になりたい』                                           |                        |
| 1991年   | 全恵英（チョン・ヘヨン） | 音源未収録                                                                   | 普天堡電子楽団日本公演 |
| 2009年   | 森進一                   | アルバム『エンカのチカラ -GOLD 70's-』                                       |                        |
| 2011年   | 若林正恭（オードリー）   | シングル「ユルアニ?×若林正恭(オードリー) 瀬戸の花嫁/HEART 〜鳩とお嫁さん〜」 |                        |
| 2014年   | 石原詢子                 | CD-BOX『石原詢子 時代のうた』                                                |                        |
| 2015年   | 石原詢子                 | アルバム『我がこころの愛唱歌II ～人情と活気に溢れてたあの時代～』            |                        |
| 2015年   | 沢知恵                   | アルバム『われ問う』                                                         |                        |
| 2022年   | 島崎遥香                 | 映画 『凪の島』                                                              | 劇中で歌唱             |
| 2025年   | STU48                    | 新・BS日本のうた（NHK-BS、NHK-BSプレミアム4K）                               | 番組内で歌唱           |